# Логистическое отображение
Логистическое отображение (также квадратичное отображение или отображение Фейгенбаума) — это полиномиальное отображение, которое описывает, как меняется численность популяции с течением времени. Его часто приводят в пример того, как из очень простых нелинейных уравнений может возникать сложное, хаотическое поведение. Логистическое отображение — дискретный аналог непрерывного логистического уравнения Ферхюльста; оно отражает тот факт, что прирост популяции происходит в дискретные моменты времени.
Математическая формулировка отображения
{\displaystyle x_{n+1}=rx_{n}(1-x_{n})}
где:
{\displaystyle x_{n}} принимает значения от 0 до 1 и отражает отношение значения популяции в {\displaystyle n}-ом году к максимально возможному, а {\displaystyle x_{0}} обозначает начальную численность (в год номер 0);
{\displaystyle r} — положительный параметр, характеризующий скорость размножения (роста) популяции.
Иногда эта формулировка называется отображением Ферхюльста (или Ферхюльста-Пирла), а логистическим отображением называется другая, но эквивалентная по свойствам формула:
{\displaystyle x_{n+1}=1-\lambda x_{n}^{2}}
Это нелинейное отображение описывает два эффекта:
- с одной стороны, когда численность популяции мала, она размножается со скоростью, пропорциональной этой численности;
- с другой стороны, поскольку популяция обитает в среде с ограниченной «ёмкостью», то при росте плотности популяции скорость размножения падает, возрастает конкуренция и смертность.

Одним из недостатков использования отображения в качестве демографической модели является тот факт, что при некоторых начальных значениях и величинах параметров отображение даёт отрицательные значения численности популяции. Этого недостатка лишена дискретная модель Рикера, которая также демонстрирует хаотическое поведение.

## Зависимость поведения от параметраr
При изменении значения параметра {\displaystyle r}, в системе наблюдается следующее поведение .
- Если {\displaystyle r} больше 0 и меньше 1, популяция в конце концов вымрет, независимо от начальных условий.
- Если {\displaystyle r} больше 1 и меньше 2, численность популяции быстро выйдет на стационарное значение {\displaystyle {\frac {r-1}{r}}}, независимо от начальных условий.
- Если {\displaystyle r} больше 2 и меньше 3, численность популяции точно так же придёт к тому же стационарному значению {\displaystyle {\frac {r-1}{r}}}, но вначале будет несколько колебаться вокруг него. Скорость сходимости линейна везде, кроме значения {\displaystyle r}=3, при котором она крайне мала, меньше линейной.
- Если {\displaystyle r} больше 3 и меньше {\displaystyle 1+{\sqrt {6}}} (приблизительно 3.45), численность популяции будет бесконечно колебаться между двумя значениями.
- Если {\displaystyle r} больше 3.45 и меньше 3.54 (приблизительно), то численность популяции будет бесконечно колебаться между четырьмя значениями.
- При значении {\displaystyle r} больше 3.54, численность популяции будет колебаться между 8 значениями, потом 16, 32 и так далее. Длина интервала изменения параметра, при котором наблюдаются колебания между одинаковым количеством значений, уменьшается по мере увеличения {\displaystyle r}. Отношение между двумя длинами смежных интервалов стремится к константе Фейгенбаума, равной δ ≈ 4.669... Подобное поведение является типичным примером каскада бифуркаций удвоения периода.
- При значении {\displaystyle r} приблизительно равном 3.57, начинается хаотическое поведение, а каскад удвоений заканчивается. Колебания больше не наблюдаются. Небольшие изменения в начальных условиях приводят к несопоставимым отличиям дальнейшего поведения системы во времени, что является основной характеристикой хаотического поведения.
- Большинство значений, превышающих 3.57, демонстрируют хаотическое поведение, однако существуют узкие, изолированные «окна» значений {\displaystyle r}, при которых система ведёт себя регулярно, обычно их называют «окнами периодичности». К примеру, начиная со значения {\displaystyle 1+{\sqrt {8}}} (приблизительно 3.83), существует интервал параметров {\displaystyle r}, при котором наблюдаются колебания между тремя значениями, а для больших значений {\displaystyle r} — между 6, потом 12 и т. д. фактически, в системе можно найти периодические колебания с любым количеством значений. Последовательность смены количества значений удовлетворяет порядку Шарковского.
- При {\displaystyle r} > 4, значения отображения покидают интервал [0,1] и расходятся при любых начальных условиях.

Итог вышеперечисленного приведён на бифуркационной диаграмме. По оси абсцисс отложены значения параметра {\displaystyle r}, а по оси ординат — принимаемые на больших временах значения {\displaystyle x}.

Структура бифуркационной диаграммы самоподобна: если увеличить область, к примеру, при значении {\displaystyle r}= 3.82 в одном из трёх ответвлений, то можно увидеть, что тонкая структура этой области выглядит, как искажённая и размытая версия всей диаграммы. То же самое верно для любой окрестности нехаотических точек. Это пример глубокой связи между хаотическими системами и фракталами.

### Программа для построения бифуркационной диаграммы
Следующая программа на языке Python строит бифуркационную диаграмму.
```
import
 
matplotlib.pyplot
 
as
 
plt

x3
 
=
 
0.01

s
 
=
 
[]

c
 
=
 
[]

l
 
=
 
0.01

for
 
j
 
in
 
range
(
200
):

    
x0
=
x3

    
for
 
i
 
in
 
range
(
200
):

        
x0
 
=
 
1
 
-
 
l
*
x0
*
x0

        
s
.
append
(
x0
)

        
c
.
append
(
l
)

    
x3
=
x0

    
l
 
+=
 
0.01

plt
.
plot
(
c
,
s
,
'r.'
,
ms
=
1
)

plt
.
show
()

```

## Аналитическое решение
Для {\displaystyle r=2} точное аналитическое решение выглядит следующим образом:
{\displaystyle x_{n}={\frac {1}{2}}-{\frac {1}{2}}(1-2x_{0})^{2^{n}}}